# Vitriol
Vitriol er en ældre betegnelse for et sulfat, som danner glaslignende krystaller. Ofte givet navne efter farven; såsom blå vitriol eller kobbervitriol for kobber(II)sulfat, grøn vitriol eller jernvitriol for jern(II)sulfat, hvid vitriol for zinksulfat o.s.fr.
Vitriolsyre eller -olie er derimod en ældre betegnelse for koncentreret svovlsyre, der optræder i fiktion, bl.a. i Arthur Doyles Den Fornemme Klient med Sherlock Holmes. Ledet olie kommer fra anledningen af, at svovlsyre i høj koncentration får en olielignende viskositet. Hvis vitriol nævnes uden farvebetegnelse eller andet, menes ofte svovlsyren.